# Arsenio Alcalde
Arsenio Alcalde Cruchaga (Santiago, 1924 - Santiago, 2010) fue un constructor civil, profesor, empresario y dirigente gremial chileno, presidente de la Cámara Chilena de la Construcción (CChC) entre 1970 y 1971.
Era hijo de Arsenio Alcalde Cruchaga y de Sara Cruchaga Ossa.
Estudió en el Colegio San Ignacio de Santiago, entidad donde conoció al después santo Alberto Hurtado, y, posteriormente, ingresó a las universidades Técnica Federico Santa María, de Valparaíso, y Católica de Chile, de Santiago. Por esta última recibiría el título de constructor civil.
Trabajó como profesor de matemáticas y construcción en las mismas corporaciones en las que se formó. Después pasó al mundo de la empresa, llegando a levantar obras desde Arica, en el extremo norte del país, a Porvenir, en el extremo sur. En total trabajó en treinta ciudades, destacándose la construcción de 832 departamentos en Peñalolén, en el sector oriente de Santiago.
En 1970 obtuvo la presidencia de la CChC tras derrotar a Patricio Ávalos en la que sería la última elección competitiva hasta 2002, cuando Fernando Echeverría derrotó a Leonardo Daneri.

Lideró al gremio en el primer año de Gobierno del presidente Salvador Allende, socialista, quien planteaba la estatización del sector construcción.
Contrajo matrimonio con Carolina Ochagavía Larraín, con quien tuvo siete hijos.
Falleció el 12 de agosto de 2010 a la edad de 86 años.